# Anopheles mengalangensis
Anopheles mengalangensis är en tvåvingeart som beskrevs av Ma 1981. Anopheles mengalangensis ingår i släktet Anopheles och familjen stickmyggor. Inga underarter finns listade i Catalogue of Life.